# Ardeadoris tomsmithi
Espèce
Ardeadoris tomsmithi est une espèce de mollusques nudibranches de la famille des Chromodorididae et du genre Ardeadoris.

## Répartition
Cette espèce se rencontre dans l'Ouest du bassin Indo-Pacifique. Elle est notamment présente à Hawaï,,, sur les îles Marshall,, sur l'île de Guam, en Inde (Îles Nicobar et îles Andaman) et au Japon (Okinawa, Amami Ō-shima).

## Habitat
Ardeadoris tomsmithi se rencontre jusqu'à 30 m de profondeurs sur les récifs.

## Description
Ardeadoris tomsmithi peut mesurer de l'ordre de 25 mm de long.

### Diagnose
La partie dorsale est beige ou brun clair, à blanc crème avec des points blanc porcelaine sous forme de grandes pustules arrondies saupoudrées comme du sésame. La bordure est blanche bordée de jaune et crénelée,,. Les rhinophores sont marron foncé à bleu-noir, comme les branchies qui présentent des lignes médianes blanches.

### Description détaillée
L'animal présente une forme ovale allongée arrondie antérieurement avec un bord notal très épais, large et saillant, surplombant et avec la partie postérieure du pied faisant saillie au-delà. Les rhinophores et les branchies sont respectivement fixés à environ un cinquième et quatre cinquièmes de la distance entre les bords antérieur et postérieur du notum. Les rhinophores, qui présentent de 17 à 18 perfoliations (lamelles élargies ressemblant à des feuilles ou à des folioles) sont blancs à la base avec les deux tiers distaux brun foncé, laiton ou acier sombre, avec une ligne blanche opaque verticale bien visible sur les faces antérieure et postérieure. Le panache branchial est composé de 8 à 11 ramifications disposées en double spirale (les points de fixation des ramifications postérieures sont plus petites et se courbent légèrement vers l'intérieur en forme de volutes). La partie centrale des tiges est blanchâtre se transformant en un acier sombre ou en un bleu noir le long des pinnules. Certains animaux présentent cette coloration bleu foncé des parties basales de l’intérieur du cercle des branchies.
Le dos et les côtés du pied sont d'un blanc crème sale à brun grisâtre avec une bande marginale jaune sur le pied. Le dos est couvert de points blancs circulaires de 1 à 2 mm de diamètre, dont le nombre, la taille et l'emplacement sont variables. Le corps est également entouré d'une bande marginale blanche et le bord externe de la marge en surplomb présente une très fine ligne jaune vif.
Des différences de coloration avec un manteau de couleur plus claire, des taches dorsales plus blanches, des massues de rhinophore et des tiges de branchies plus foncés ainsi qu'un mince bord jaune au bord en surplomb avec une large bande blanche submarginale peuvent être rencontrés. Des spécimens avec une bordure blanche peuvent être observés.
L'appareil buccal est constitué d'une grande masse musculaire et d'un tube oral glandulaire de même longueur. Les mâchoires sont densément recouvertes de nombreux bâtonnets. Chaque bâtonnet présente une cuspide simple ou de manière plus commune bifide. La formule radulaire est 53 x 36-1-36. La dent rachidienne est une arête linéaire vestigiale. Les dents latérales les plus internes ont 3 ou 4 denticules à l'intérieur de la cuspide centrale triangulaire et 4 ou 5 denticules du côté externe. Les dents latérales du milieu de la demi-rangée radulaire sont incurvées et allongées avec 6 à 8 denticules sous la cuspide centrale. Les dents latérales placées le plus à l'extérieur portent de 6 à 12 denticules sous la cuspide centrale. Les formules radulaires des spécimens des îles Marshall varient de 62 à 73 rangées, avec 42 à 56 dents par demi-rangée.
Le système reproducteur est constitué de trois conduits. Le canal pré-ampullaire est étroit et débouche dans le sac de l’ampoule. À son extrémité distale, l’ampoule se rétrécit et se divise en un oviducte court et un canal déférent allongé. La partie proximale du canal déférent est étroite, très convolutée et prostatique. Plus distalement, il devient plus musclé et s'élargit dans la partie éjaculatoire. La prostate est cylindrique. Le pénis est simple. Le canal utérin est court et droit. La bourse copulatrice présente une paroi mince et sphérique. Le réceptacle séminal est pyriforme et recourbé. Le vagin est mince et allongé. Le canal utérin se ramifie à partir du tiers distal du vagin et pénètre dans la masse de la glande femelle après une courte distance.

## Publication originale
- Bertsch, H., Gosliner, T. M. 1989. Chromodorid nudibranchs from the Hawaiian Islands. The Veliger, 32(3): 247-265 [259].

## Taxonomie
Cette espèce a été décrite et nommée par les zoologistes Hans Bertsch et Terrence M. Gosliner en 1989 sous le protonyme Glossodoris tomsmithi et transférée dans le genre Ardeadoris,.
L’épithète spécifique tomsmithi a été donné en l'honneur de Tom Smith de San Diego (Californie) qui a accompagné Hans Bertsch dans de nombreuses expéditions de collecte de nudibranches (Hawaï, Mexique, Californie),.

## Espèces similaires
Ardeadoris tomsmithi est similaire à Chromodoris albonotata, mais cette dernière se distingue par ses rhinophores jaune doré et ne présente pas de pigmentation sombre. La morphologie radulaire ainsi que l'arrangement des branchies sont également distinctifs.
Ardeadoris tomsmithi est également similaire à Ardeadoris carlsoni et à Ardeadoris poliahu pour ce qui concerne sa forme et sa morphologie radulaire, cependant sa coloration diffère nettement de celle des deux autres espèces. De plus, Ardeadoris tomsmithi présente une dent radulaire vestigiale, alors qu’Ardeadoris poliahu présente de nombreuses dents radulaires et qu’Ardeadoris carlsoni en est totalement dépourvu.